# Bilha
Bilha è una suddivisione dell'India, classificata come nagar panchayat, di 8.992 abitanti, situata nel distretto di Bilaspur, nello stato federato del Chhattisgarh. In base al numero di abitanti la città rientra nella classe V (da 5.000 a 9.999 persone).

## Geografia fisica
La città è situata a 21° 57' 27 N e 82° 04' 17 E.

## Società

### Evoluzione demografica
Al censimento del 2001 la popolazione di Bilha assommava a 8.992 persone, delle quali 4.625 maschi e 4.367 femmine. I bambini di età inferiore o uguale ai sei anni assommavano a 1.533, dei quali 802 maschi e 731 femmine. Infine, coloro che erano in grado di saper almeno leggere e scrivere erano 5.252, dei quali 3.133 maschi e 2.119 femmine.